# Новая Подусовка
Новая Подусовка или Новоподусовский жилой массив (укр. Нова Подусівка) — исторически сложившаяся местность (район) Чернигова, расположена на территории Новозаводского административного района.

## История
Согласно Решению Черниговского городского исполнительного комитета 1959 года, начала застраиваться часть современного жилого массива усадебными домами в 1960-е годы: улицы Глебова, переулок Глебова, Костромская, Минская, Александра Невского, Орловская, Полетаева и другие. Согласно Решению Черниговского городского исполнительного комитета от 08.10.1980 года, начала застраиваться северо-западная часть современного жилмассива: проложены 12 новых улиц (например, Андрусенко, Руднева, Рыльского, Сабурова и другие), были продлены в направлении Забаровки улицы Костромская и Орловская. 

## География
Район Новая Подусовка расположен в северо-западной периферийной части Чернигова между ж/д линиями Чернигов—Неданчичи и Чернигов—Добрянка, улицей Красносельского и административной границей Черниговского горсовета с Черниговским районом. Застройка жилмассива усадебная. На севере к району примыкает улица Красносельского и микрорайон № 1 жилмассива Масаны, юге — ж/д линия Чернигов—Неданчичи и район Старая Подусовка, западе — лес, востоке — ж/д линия Чернигов—Добрянка.

### Улицы
Основная улица — Глебова. Улица Глебова условно разделяет район на западную и восточную часть. 
Изначально улицы нового жилмассива получили названия в честь писателей (например, Глебова, Евгения Гребёнки, Гайдара), Героев Советского Союза (например, Сабурова, Руднева, Андрусенко), городов республик бывшего СССР (например, Минская, Орловская, Курская).
19 февраля 2016 года были переименованы ряд улиц жилмассива: улица Гайдара на улица Степана Носа, переулок Гайдара на улица Григория Кочура, 2-й переулок Гайдара на улица Евгения Гуцало, улица Сабурова на улица Филиппа Морачевского.
21 февраля 2023 года были переименованы ряд улиц жилмассива: улица Александра Невского на улица Леонида Могучёва, Тульская улица на улица Александра Карпинского, Костромской переулок на улица Виктора Орленко, Минская улица на улица Ганны Барвинок, Курская улица на улица Георгия Нарбута, Костромская улица на улица Евгения Лоскота, Брестская улица на улица Максима Белоконя, Орловская улица на улица Небесной Сотни.
10 июля 2024 года были переименованы ряд улиц жилмассива: улица Андрусенко на улица Игоря Качуровского, улица Полетаева на улица Елены Пчилки 
В ходе переименования улицы получили названия в честь деятелей искусства (например, Георгия Нарбута, Ганны Барвинок, Леонида Могучёва, Игоря Качуровского), Героев Украины (например, Виктора Орленко, Евгения Лоскота). 
|               |                                  |                                     |                                              |
| улица Глебова | улица Небесной Сотни (Орловская) | улица Евгения Лоскота (Костромская) | улица Леонида Могучёва (Александра Невского) |

## Социальная сфера
Расположены детский сад (№ 58), нет школ.
Есть магазины.

## Транспорт
- Троллейбус: нет
- Автобус: маршруты № 25 м 25А по улице Глебова — связывают Новую Подусовку с другими частями города как с центром, так и с отдалёнными частями города, как Певцы и Лесковица.